# Минимальный размер оплаты труда в Китае

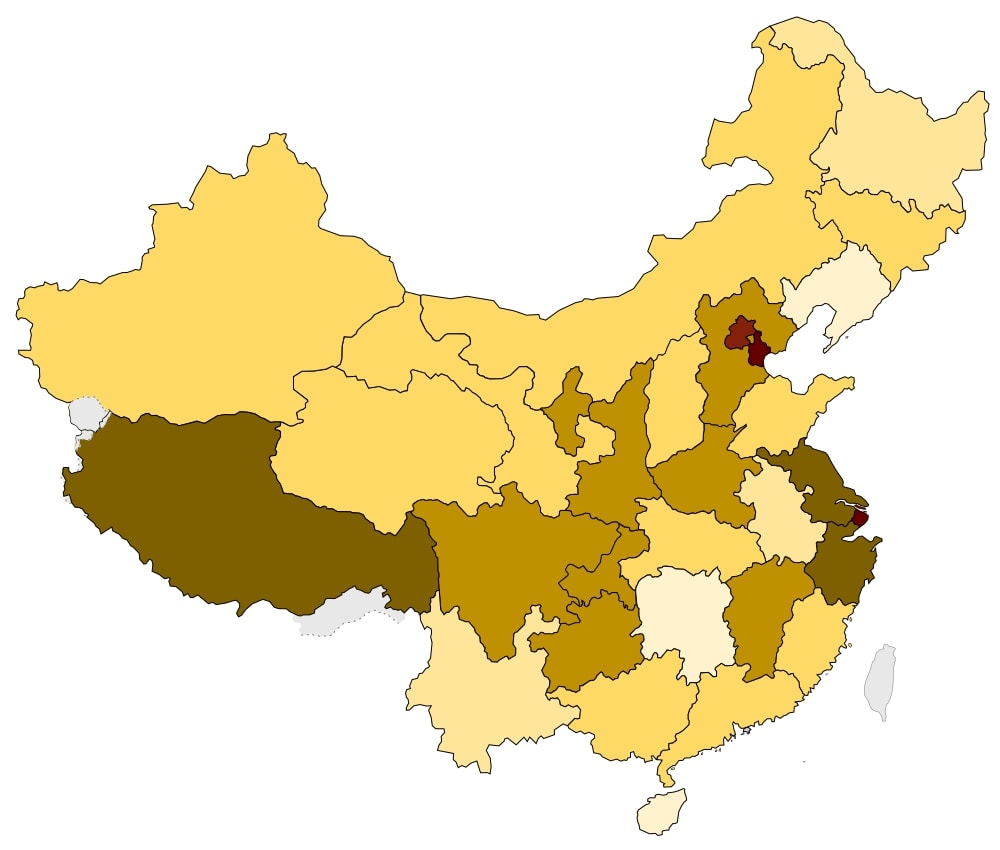
Карта почасовой минимальной заработной платы в Китае, в 2014 году.
¥9,00–¥9,99
¥10,00–¥10,99
¥11,00–¥11,99
¥12,00–¥12,99
¥13,00–¥13,99
¥14,00–¥14,99
¥16,00–¥16,99
¥18,00

В 1994 году впервые в КНР был введён МРОТ. Поскольку в разных частях Китая очень разный уровень жизни, Китай не устанавливает минимальную заработную плату для всей нации. Вместо этого задача установления минимальной заработной платы делегируется местным органам власти. Каждая провинция, муниципалитет или регион, устанавливает свою минимальную заработную плату в соответствии с её собственными местными условиями. Минимальная заработная плата делится на два вида: ежемесячная минимальная заработная плата применяется к работникам, занятым полный рабочий день, и почасовая минимальная заработная плата применяется к работникам, занятым неполный рабочий день. Варьируется от 1220 юаней ($191,35) и 12,5 юаней ($1,96) в час в Хунане до 2590 юаней ($406,23) и 23 юаней ($3,61) в час в Шанхае. В городе Шанхае установлена самая высокая месячная минимальная заработная плата в КНР 2590 юаней ($406,23), а в Пекине самая высокая почасовая минимальная заработная плата в КНР 25,3 юаней в час ($3,97 в час). По состоянию на 2022 год минимальная месячная заработная плата в Шанхае, Гуандуне, Пекине, Чжэцзяне, Цзянсу, Тяньцзине, Шаньдуне, Фуцзяне, Хубэй и Хэнане превысила 2000 юаней ($313,78). С 1 апреля 2018 года минимальная заработная плата для рабочих на полный рабочий день была повышена с 2300 юаней ($360,84) до 2420 юаней ($379,66) в месяц, тогда как для работников, занятых неполный рабочий день, была увеличена с 20 юаней ($3,14) до 21 юаня ($3,29) в час. С 1 апреля 2019 минимальный размер оплаты труда в Шанхае для работников, занятых полный рабочий день составляет 2480 юаней ($389,08) в месяц, тогда как для работников, занятых неполный рабочий день, 22 юаня ($3,45) в час. В Китае с 1 января 2019 года зарплата менее 5000 юаней в месяц не облагается подоходным налогом. Согласно Плану содействия занятости в стране, минимальная заработная плата должна увеличиваться в соответствии с местными уровнями жизни не менее чем на 13 % до 2015 года и составлять не менее 40 % от средней местной заработной платы. Минимальная заработная плата по такой политике увеличилась в среднем на 12,6 % в период с 2008 по 2012 год. Тем не менее, темпы роста минимальной заработной платы снизились в 2016 году, отражая усилия китайского правительства по снижению давления на предприятия в результате неравномерного роста затрат на рабочую силу и темпов производства.
Общие тенденции изменения уровней минимальной заработной платы расходятся по провинциям с гораздо меньшим увеличением в развитых регионах и более быстрым ростом в менее развитых регионах. С июня 2015 года и июня 2016 года 22 региона вносили изменения в минимальный уровень заработной платы. В 2016 году средний темп роста снизился до 14,5 % с 17 % в 2015 году. Примечательно, что правительство провинции Гуандун заявило, что оно будет поддерживать один и тот же минимальный уровень заработной платы без изменения в 2015 году в 2016 и 2017 годах, а темп роста минимальной заработной платы в Шанхае снизился с 12,3 % в 2014 году и 8,4 % в 2016 году до 5 % в 2017 и 2018 годах. Провинция Гуйчжоу выделяется как регион, несущий самый значительный рост уровня минимальной заработной платы в 2016 году, на 55 %.
Минимальный размер оплаты труда в непризнанном государстве Китайская Республика, с 1 января 2019 года составляет NT$23100 в месяц и NT$150 в час, или около $750 (642 евро) в месяц и $4,87 (4,17 евро) в час. С 1 мая 2019 года минимальная заработная плата в Гонконге для работников, не являющихся иностранной домашней прислугой, составит HK$37,50 в час ($4,78 в час).

## Минимальный размер оплаты труда по провинциям
В приведенной ниже таблице перечислены месячные и почасовые минимальные зарплаты по провинциям и районам. Провинции подразделяются на разные районы заработной платы: например, Гуйчжоу делится на классы А, В и С, каждый из которых имеет свои минимальные месячные и почасовые ставки. Примечание: эти суммы не учитывают вычеты, такие как пенсии или социальное страхование.
| Минимальный размер оплаты труда в Китае                  | Минимальный размер оплаты труда в Китае | Минимальный размер оплаты труда в Китае         | Минимальный размер оплаты труда в Китае       |
| Провинция                                                | Район                                   | Ежемесячная минимальная заработная плата (RMB¥) | Почасовая минимальная заработная плата (RMB¥) |
| -------------------------------------------------------- | --------------------------------------- | ----------------------------------------------- | --------------------------------------------- |
| Аньхой                                                   | A B C D                                 | 1650 1500 1430 1340                             | 20 18 17 16                                   |
| Пекин                                                    | —                                       | 2320                                            | 25,3                                          |
| Чунцин                                                   | A B                                     | 2100 2000                                       | 21 20                                         |
| Фуцзянь                                                  | A B C D                                 | 2030 1960 1810 1660                             | 21 20,5 19 17,5                               |
| Ганьсу                                                   | A B C D                                 | 1620 1570 1520 1470                             | 17 16,5 15,9 15,4                             |
| Гуандун                                                  | A B C D                                 | 2360 2300 1900 1720 1620                        | 20,3 22,2 18,1 17 16,1                        |
| Гуанси-Чжуанский автономный район                        | A B C                                   | 1810 1580 1430                                  | 17,5 15,3 14                                  |
| Гуйчжоу                                                  | A B C                                   | 1790 1670 1570                                  | 18,6 17,5 16,5                                |
| Хайнань                                                  | A B C                                   | 1830 1730 1680                                  | 16,3 15,4 14,9                                |
| Хэбэй                                                    | A B C D                                 | 1900 1790 1680 1580                             | 19 18 17 16                                   |
| Хэйлунцзян                                               | A B C                                   | 1860 1610 1450                                  | 18 14 13                                      |
| Хэнань                                                   | A B C                                   | 2000 1800 1600                                  | 19,6 17,6 15,6                                |
| Гонконг (см. Минимальный размер оплаты труда в Гонконге) | —                                       |                                                 | 37,50 HKD (около 32,35 CNY)                   |
| Хубэй                                                    | A B C D                                 | 2010 1800 1650 1520                             | 19,5 18 16,5 15                               |
| Хунань                                                   | A B C D                                 | 1700 1540 1380 1220                             | 17 15 13,5 12,5                               |
| Внутренняя Монголия                                      | A B C D                                 | 1760 1660 1560 1460                             | 18,6 17,6 16,5 15,5                           |
| Цзянсу                                                   | A B C                                   | 2280 2070 1840                                  | 22 20 18                                      |
| Цзянси                                                   | A B C                                   | 1850 1730 1610                                  | 18,5 17,3 16,1                                |
| Гирин                                                    | A B C D                                 | 1880 1760 1640 1540                             | 19 18 17 16                                   |
| Ляонин                                                   | A B C D                                 | 1910 1710 1580 1420                             | 19,2 17,2 15,9 14,3                           |
| Нинся-Хуэйский автономный район                          | A B C                                   | 1950 1840 1750                                  | 18 17 16                                      |
| Цинхай                                                   | —                                       | 1700                                            | 15,2                                          |
| Шэньси                                                   | A B C D                                 | 1950 1850 1750                                  | 19 18 17                                      |
| Шаньдун                                                  | A B C                                   | 2100 1900 1700                                  | 21 19 17                                      |
| Шанхай                                                   | —                                       | 2590                                            | 23                                            |
| Шаньси                                                   | A B C D                                 | 1880 1760 1630                                  | 19,8 18,5 17,2                                |
| Сычуань                                                  | A B C                                   | 1780 1650 1550                                  | 18,7 17,4 16,3                                |
| Тайвань (см. Минимальный размер оплаты труда на Тайване) | —                                       | 23100 TWD (около 5056,01 CNY)                   | 150 TWD (около 32,83 CNY)                     |
| Тяньцзинь                                                | —                                       | 2180                                            | 22,6                                          |
| Тибет                                                    | —                                       | 1850                                            | 18                                            |
| Синьцзян-Уйгурский автономный район                      | A B C D                                 | 1900 1700 1620 1540                             | 19 17 16,2 15,4                               |
| Юньнань                                                  | A B C                                   | 1670 1500 1350                                  | 15 14 13                                      |
| Чжэцзян                                                  | A B C D                                 | 2280 2070 1840                                  | 22 20 18                                      |